# 31 Единорога
31 Единорога (лат. 31 Monocerotis), F Гидры (лат. F Hydrae), HD 74395 — кратная звезда в созвездии Гидры на расстоянии (вычисленном из значения параллакса) приблизительно 1785 световых лет (около 547 парсек) от Солнца.

## Характеристики
Первый компонент (WDS J08437-0714A) — жёлтый сверхгигант спектрального класса G0-2Ib, или G0, или G1Ib, или G2Ia-b:, или G2Ib, или G2I. Видимая звёздная величина звезды — +4,62m. Масса — около 6,41 солнечной, радиус — около 75,772 солнечного, светимость — около 4338,578 солнечной. Эффективная температура — около 5250 K.
Второй компонент. Масса — около 1549,72 юпитерианской (1,4794 солнечной). Удалён в среднем на 2,778 а.е..
Третий компонент (HD 74394) — бело-голубая звезда спектрального класса B9,5-A0, или B9,5V, или A0. Видимая звёздная величина звезды — +8,283m. Эффективная температура — около 10871 K. Удалён на 78,8 угловой секунды.
Четвёртый компонент (WDS J08437-0714C). Видимая звёздная величина звезды — +12,7m. Удалён на 57 угловых секунд.